# Mémoires sur la Famille des Légumineuses
Mémoires sur la Famille des Légumineuses (abreviado Mém. Légum.) es un libro con ilustraciones y descripciones botánicas que fue escrito por el briólogo, botánico, micólogo, pteridólogo suizo Augustin Pyrame de Candolle y publicado en 8 partes en los años 1825 a 1827.